# Halvard Lange

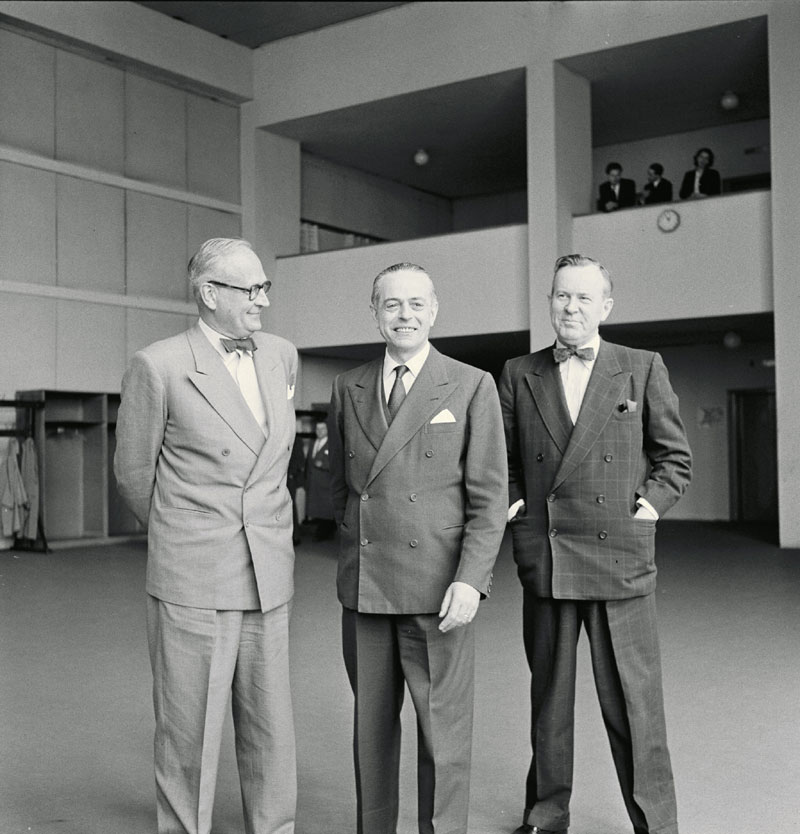
Halvard Lange till vänster med Gaetano Martino och Lester B. Pearson 1956.

Halvard Manthey Lange, född 16 september 1902 i Kristiania (idag Oslo), död där 19 maj 1970, var en norsk politiker, diplomat och statsman. Han var Norges utrikesminister 1946–1963 samt 1963–1965, och därmed den person som suttit längst tid på posten. 

## Biografi
Lange var son till fredsprisvinnaren Christian Lous Lange. 
Lange tillhörde Arbeiderpartiet, men också Norges Socialdemokratiske Arbeiderparti, som bröt sig ur Arbeiderpartiet 1921 i protest mot att det radikaliserades och 1919 gick med i den kommunistiska Internationalen. De två partierna återförenades 1927. Under Nazitysklands ockupation av Norge greps Lange 1942, och var internerad i olika koncentrationsläger till slutet av andra världskriget. 
Lange var Norges utrikesminister under 19 år från 1946 till 1965, bara avbrutet av en tre veckor lång borgerlig regering 1963. Han var efter kriget en stark anhängare av att Norge skulle gå med i Nato, och var också den som skrev under det nordatlantiska fördraget 1949 för Norges del. När Sovjetunionen 1957 gjorde ett utspel där de önskade en försäkran om att kärnvapen aldrig skulle utstationeras på norsk mark vägrade Lange att ge ett sådant löfte. Det utvecklade sig till en strid med statsminister Einar Gerhardsen, som fick sin vilja igenom. Nato accepterade under 60-talet att det inte var aktuellt med kärnvapen i Norge.